# Souterrain von Tungadale

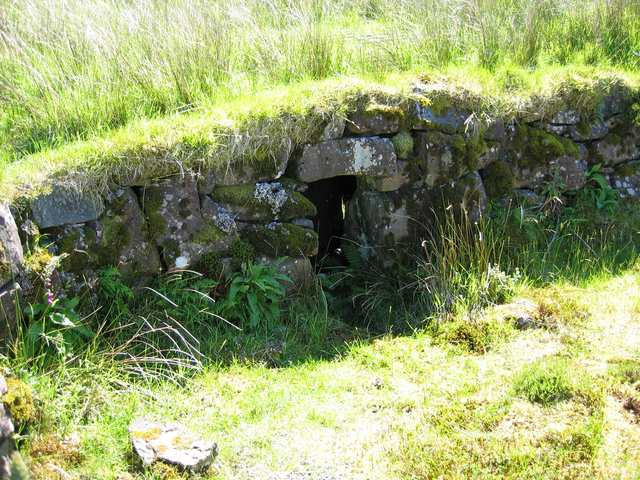
Eingang zum Tungadale Souterrain

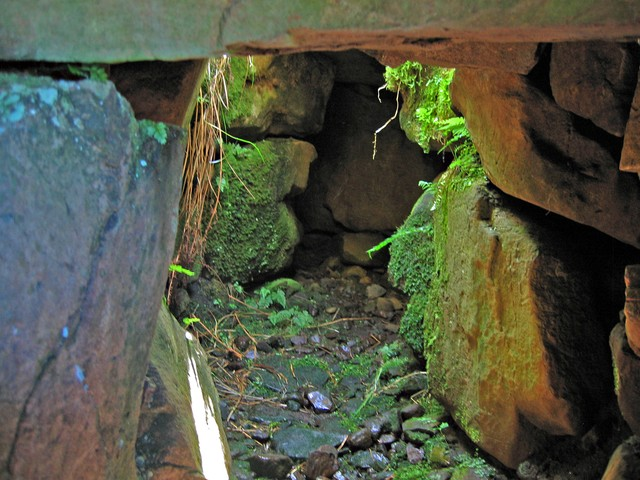
Im Tungadale Souterrain

Das Souterrain von Tungadale liegt etwa 150 Meter östlich von Loch Duagrich auf der schottischen Insel Skye. Bei den Souterrains wird grundsätzlich zwischen „rock-cut“, „earth-cut“, „stone built“ und „mixed“ Souterrains unterschieden.
Tungadale ist ein teilweise zerstörtes Souterrain (hier auch Erdhaus oder Weem genannt), das etwa 20 cm unter der Oberfläche eine lange gerade Galerie aus Trockenmauerwerk mit langen Sturzsteinen in gutem Zustand bewahrt hat. Der Zugang ist zurzeit nur durch eine Bruchstelle im Dach und der Mauer im Nordosten möglich. Die Galerie verläuft in südwestlicher Richtung mit einer maximalen Höhe von etwa 0,9 m.
Die Wände sind gut gebaut und auf der Südseite sind mehrere große Platten verbaut worden. Am Nordostende der Galerie gibt es in einem Schluf Hinweise darauf, dass sich die Galerie in einer Kurve in Richtung Norden und zurück nach Westen fortsetzt und dort vielleicht mit zwei ovalen Zellen, platziert an den Enden einer Linie, ungefähr parallel mit der ersten Galerie verläuft. Die Hinweise auf die ovalen Zellen sind vage und ihre Existenz kann nur durch Ausgrabungen verifiziert werden. Sie scheinen 3,6 bzw. 2,7 m lange und etwa 2,1 und 1,8 m breite Hohlräume zu sein.